# Gónada

Los ovarios son gónadas femeninas

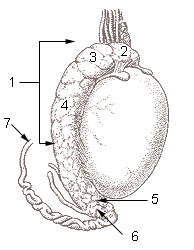
La contraparte en los varones son los testículos

Las gónadas (del griego γονή [gonḗ],  «generación») son los órganos generadores de gametos o células sexuales (los órganos equivalentes de las plantas se llaman gametangios). En los vertebrados también desempeñan una función hormonal, por lo cual también se les llama glándulas sexuales.

## Anatomía y fisiología
Las gónadas femeninas se llaman ovarios, mientras que las gónadas masculinas se llaman testículos o testes (en singular, «teste»). 
Algunos animales hermafroditas presentan una estructura gonadal única que produce ambos gametos, denominadas ovotestis.
Desde el punto de vista funcional, los órganos reproductores pueden clasificarse en:
- Primarios: aquellos donde tiene lugar la gametogénesis y la secreción de hormonas sexuales. Es el caso del ovario y de los testículos.
- Accesorios: tienen esta consideración los conductos a través de los cuales sale el esperma o son transportados los óvulos, así como las glándulas que vierten a los primarios.

## Embriología
En el ser humano las glándulas sexuales solo adquieren caracteres morfológicos masculino o femenino en la séptima semana de la gestación. A partir de la proliferación del epitelio celómico y condensación del mesénquima subyacente, se forman los pliegues o crestas genitales o gonadales. Las células germinativas o línea germinal solo aparecen en los pliegues genitales en la semana 6, y aparecen entre las células endodérmicas del saco vitelino y migran siguiendo el mesenterio dorsal llegando a las glándulas sexuales primitivas. 
Al comienzo de la 5.ª semana y en la 6.ª, invaden los pliegues genitales. Se forma así las glándulas sexuales indiferente o bipotencial, en la que el epitelio celómico del pliegue genital prolifera y las células epiteliales penetran en el mesénquima subyacente.[cita requerida]
Los genes implicados en la formación de la cresta o pliegue urogenital y la migración de células genitales hacia ella para formar una glándula sexual bipotencial están identificados, siendo el más conocido el SRY, que se encuentra en el brazo corto del cromosoma Y e induce a la glándula sexual bipotencial a diferenciarse en un testículo.

## Solo hormonal
Las hormonas que afectan a las gónadas están generalmente relacionadas con la espermatogénesis en hombres; en cuanto a las mujeres, el ciclo menstrual, ampliamente relacionado con las mujeres, es regulado por hormonas. Todas estas hormonas provienen de la hipófisis, más específicamente, la adenohipófisis.
En el caso de los varones, las hormonas involucradas son la FSH, la LH y en parte la testosterona; en las mujeres las hormonas son el estrógeno, progesterona, además de las hormonas gonadotropinas (LH y FSH).